# Manuel Álvarez Ortega
Manuel Álvarez Ortega (Cordova, 4 marzo 1923 – Madrid, 14 giugno 2014) è stato un poeta, scrittore, traduttore, pittore, drammaturgo e veterinario spagnolo.
Membro della Real Academia de Ciencias, Bellas Letras y Nobles Artes de Córdoba, ha fondato e diretto la rivista Aglae, pubblicata tra il 1949 e il 1954. In qualità di critico e traduttore è particolarmente riconosciuto per le fortunate proposte antologiche nell'ambito della poesia francese contemporanea. La produzione poetica di Manuel Álvarez Ortega consta di trenta opere pubblicate (cui si aggiungono due raccolte e un'antologia) in oltre sessant'anni di attività (1948-2012).

## Biografia

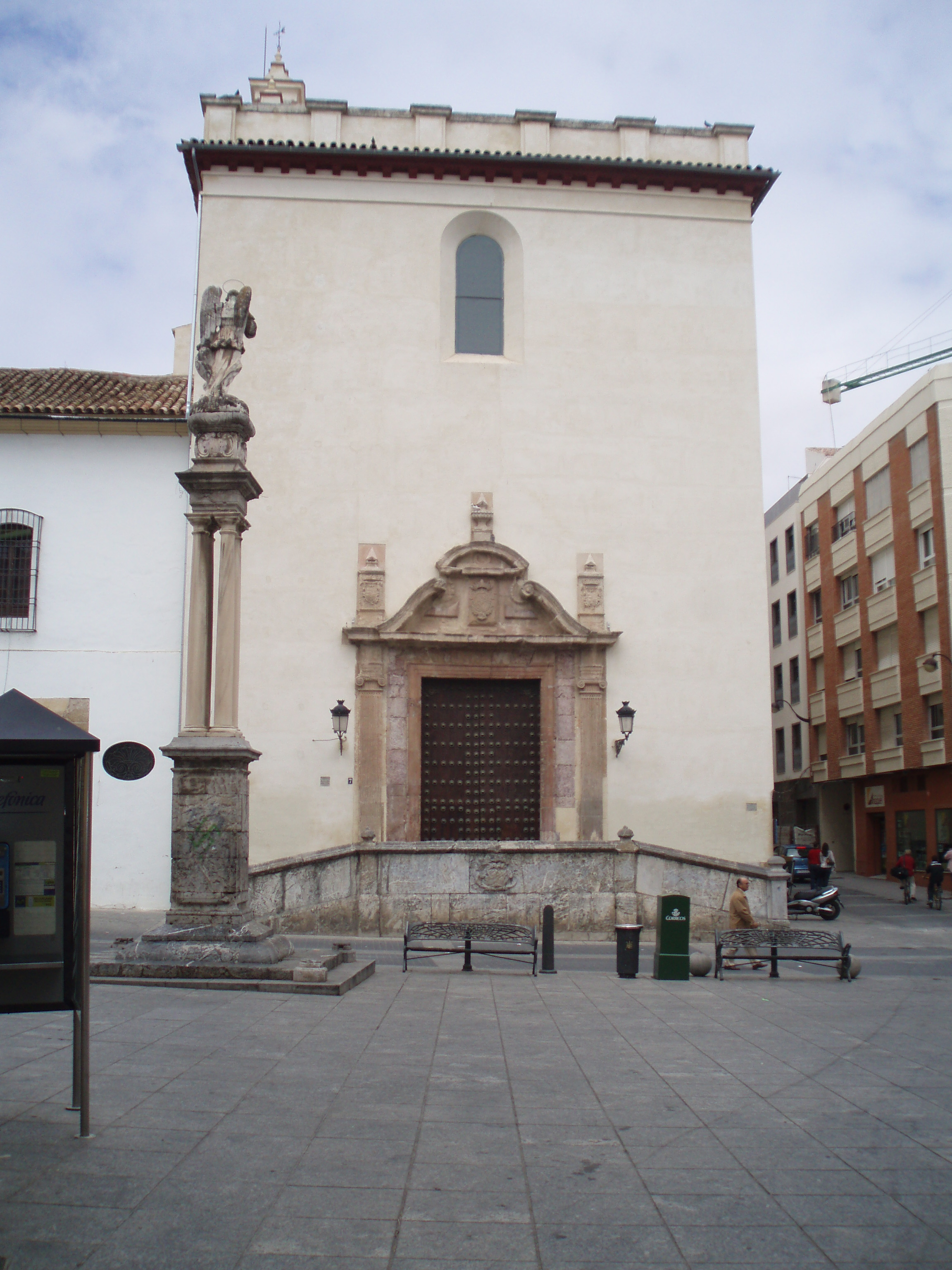
Facciata principale della Chiesa del Salvador y Santo Domingo de Silos

Quinto figlio di Mariano Álvarez Berard e María Paula Ortega Soria, Álvarez Ortega nasce il 4 marzo 1923 al numero 4 di calle Santa Victoria (Cordova). Il 6 aprile dello stesso anno, viene battezzato nella Chiesa del Salvador y Santo Domingo de Silos. Nel 1935 inizia gli studi presso l'Instituto provincial, dove conosce, tra gli altri, il poeta, narratore e critico letterario Luis Jiménez Martos. Nel 1935 vince il concorso studentesco patrocinato dalla società cordovese Luminotecnia e, a settembre dello stesso anno, supera l'esame di ammissione all'Instituto Nacional de Segunda Enseñanza de Córdoba (oggi Instituto Luis de Góngora). Con lo scoppio della Guerra Civile, nel 1936 è costretto a trasferirsi con la famiglia nella loro casa in montagna, per sfuggire ai bombardamenti. A distanza di qualche giorno, alle metà di agosto, i suoi fratelli maggiori (Mariano e Antonio) vengono arruolati e mandati al fronte. Il primo morirà in guerra nel 1938 (pochi giorni dopo la scomparsa della madre) a soli ventuno anni. Nel 1941, terminati gli studi superiori, è ammesso alla facoltà di medicina dell'Università di Siviglia a seguito del superamento dell'esame di stato. Nell'aprile del 1942 dà vita, insieme a Rafael Balsera, ai fratelli Albendea e ad altri giovani, a un gruppo di ispirazione marxista con sede a Cordova, che si scioglierà quando verranno a conoscenza di essere sotto indagine da parte delle forze dell'ordine. Nel 1943, a causa del lavoro nell'azienda familiare, abbandona gli studi in medicina e si trasferisce alla Facoltà di veterinaria di Cordova (appartenente, in quel periodo, all'Università di Siviglia). Nel 1945 svolge il servizio obbligatorio di leva con le Milicias Universitarias (modalità opzionale di accesso all'istruzione militare dedicata a studenti universitari e laureati), ottenendo, nel 1946, il grado di alfiere. Con tale qualifica, verrà inviato a Melilla come parte del quindicesimo Regimiento de Caballería Alcántara. L'anno seguente vince il concorso pubblico per l'accesso all'Academia de Sanidad Militar di Madrid (dove esercita la professione di veterinario militare), che lo porta a viaggiare continuamente in diverse città spagnole e nel nord del Marocco. Nel 1954 si trasferisce nella capitale, al n.48 di calle Joaquín María López, dove rimane solo qualche mese prima di trasferirsi nella città di Ceuta. Il poeta trascorre gli anni successivi tra il Marocco spagnolo, Madrid e Parigi, fino all'ottobre del 1970, quando stabilizza la residenza al n.19 del paseo de San Francisco de Sales, nel distretto madrileno della Moncloa, dove resterà fino al giorno della sua morte (ad eccezione di alcuni periodi trascorsi in diverse città spagnole). Nel 1972 rinuncia al ruolo di comandante veterinario e abbandona l'Accademia per dedicarsi pienamente all'attività letteraria e artistica. Manuel Álvarez Ortega muore all'età di 91 anni, all'una del mattino del 14 giugno 2014.

### Istruzione e formazione
Nel 1927, all'età di quattro anni, ha inizio il percorso scolastico di Manuel Álvarez Ortega nel Colegio privado de don Antonio Rodríguez Llorente. Nel 1932 entra a far parte del Grupo Escolar Graduado Séneca, fino al 1935 (anno in cui inizia gli studi superiori all'Instituto Nacional de Segunda Enseñanza de Córdoba). Nel 1941 si iscrive alla Facoltà di Medicina dell'Università di Siviglia, per poi abbandonare gli studi nel 1943 a causa di particolari esigenze familiari. Nello stesso anno, si immatricola presso la sede di Cordova della medesima istituzione (oggi Università di Cordova), dove intraprende il percorso di studi in medicina veterinaria. Dal 1945 al 1946 entra a far parte delle Milicias Universitarias e, dal gennaio 1952 al luglio 1953, intraprende il corso di specializzazione presso la Academia de Sanidad Militar di Madrid.

## Traiettoria artistico-letteraria

### Scrittura
Nel mese di aprile del 1948 si edita a Cordova il primo libro di Manuel Álvarez Ortega, Las huellas de las cosas: si tratta di una selezione di poesie scritte tra il 1941 e l'anno di pubblicazione. Nel 1949 appare il primo numero della rivista Aglae, che si presenta sotto forma di antologia. Nel marzo del 1950, il secondo libro, Clamor de todo espacio, è pubblicato nella collezione Aglae. Nel 1954 viene pubblicato il libro Hombre de otro tiempo, anch'esso in Aglae, mentre a dicembre sarà finalista del premio Adonais con l'opera Exilio che sarà pubblicata l'anno seguente. Nel 1955, con José García Nieto, López Anglada, Leopoldo de Luis, Ramón de Garciasol e altri, fonda la collezione Palabras y Tiempo, della casa editrice Taurus.
Nel 1960, con la traduzione di Crónica di Saint-John Perse per un numero speciale della rivista Poesía Española, pubblicato per omaggiare l'allora vincitore del Premio Nobel, inizia una fase di forte impulso all'esercizio traduttivo, che si protrarrà fino agli ultimi anni di vita del poeta. Tra i numerosi autori, restituirà in spagnolo la poesia di René Char, Bataille, Bonnefoy, Jaccottet, Desnos, Tzara, Artaud, Michaux, Aragon, Ponge, Leiris, Queneau, Senghor, Lanza de Vasto, Péret, Éluard, Laforgue, Breton, Patrice de La Tour du Pin, Jarry, Lautréamont, Oscar Miłosz o Apollinaire.
Nell'aprile 1962, i suoi libri Dios de un día e Tiempo en el Sur appaiono in un unico volume nella collezione Palabras y Tiempo della casa editrice Taurus. Nel dicembre 1963 è candidato al premio Adonais per il suo libro Invención de la muerte, pubblicato a febbraio dell'anno successivo. Nel settembre 1964 collabora all'antologia Poesía belga contemporánea, pubblicata da Aguilar, alla quale ne seguiranno altre di grande successo: Poesía francesa contemporánea (1967), per la quale riceve il Premio Nazionale di Traduzione; Poesía simbolista francesa (1975) e Veinte poetas franceses del siglo veinte (2001). Nel maggio 1967 collabora con il programma della televisione spagnola El oro del tiempo, diretto dal poeta José García Nieto. In precedenza aveva collaborato al programma, sempre sulla TVE, El alma se serena, diretto dal poeta Juan Van-Halen. Nello stesso anno pubblica due titoli, Despedida en el tiempo e Oscura marea. Nel 1969, i suoi libri Oficio de los días e Reino memorable appaiono in un unico volume. Nel 1972 pubblica Carpe diem e, con la casa editrice Devenir, la sua Antología Poética (1941-71), con un prologo di Marcos Ricardo Barnatán. Nel 1973 pubblica Tenebrae, come estratto della rivista Cuadernos Hispanoamericanos, e nel gennaio 1975 pubblica Génesis con la casa editrice Visor.
Dopo la pubblicazione di alcune opere minori (Fiel, infiel; Escrito en el Sur; Templo de la mortalidad; Lilia culpa o Sea la sombra), nel 1988 pubblica Gesta e nel 1990 Código, entrambi con casa editrice Devenir, diretta da Juan Pastor. Nel 1992, pubblica in libro e cassetta -voce dell'autore- Génesis con Ediciones Portuguesas. Nel 1993 edita Liturgia e nel 1977 Intratexto, entrambi con Devenir. Nell'aprile 1998 questa stessa casa editrice presenta un libro-tributo, Dedicatoria, con poesie di molti amici poeti e un ampio studio della sua opera. Nel 2001 è proposta e accettata dall'Accademia svedese la prima candidatura al Premio Nobel. Nel 2002 pubblica Desde otra edad. Nel 2003 riceve la seconda nomina al Premio Nobel. Nel 2005 la casa editrice Huerga y Fierro pubblica Despedida en el tiempo. Antología poética (1941-2001), a cura di Marcos-Ricardo Barnatán. Nel 2006 la sua Obra Poética (1941-2005) è pubblicata da Visor e l'anno successivo Devenir edita Antología Poética (1941-2005). Lo stesso anno appare Advent e un anno dopo la casa editrice Huerga y Fierro pubblica Mantia Fidelis. Le sue ultime due raccolte di poesie pubblicate sono Cenizas son los días (Devenir, 2010) e Ultima necat (Abada, 2012).

### Teatro
Nel gennaio del 1940 diviene membro del gruppo teatrale del liceo, esibendosi nella città di Cordova (dove ha sede il gruppo) e in alcuni paesi della provincia. L'anno seguente con Jiménez Martos e altri amici, forma un nuovo gruppo teatrale, che si esibisce per gli ospiti della Clinica e Casa di cura San Rafael de Cordova. Nell'ottobre del 1956 è finalista del premio Lope de Vega (concorso indetto dal Comune di Madrid) con l'opera La travesía (Un sueño o no). Il 2 dicembre del 1968 viene rappresentato il suo spettacolo in un atto Fábula de la Dama y los alpinistas da un gruppo di attori della TVE.

### Pittura
Nel corso della sua vita, Manuel Álvarez Otrega si dedica con passione alla pittura, producendo primariamente lavori su carta, a base di grafite e inchiostri colorati a guazzo, in cui si percepisce una traiettoria estetica tipica del XX secolo, che va dal realismo all'astrazione, sempre senza pretese accademiche e senza alcuna intenzione di inserirsi nel panorama artistico del suo tempo, dal momento che scelse di non esporre mai le sue opere. Inoltre, nel corso della sua vita, riunisce una discreta collezione di opere d'arte, composta principalmente da quelle regalategli da suo fratello Rafael (1927-2011), grande artista e illustratore di libri, così come da altri suoi amici artisti. Il 4 dicembre 2017, la Fondazione Manuel Álvarez Ortega deposita l'intera collezione al Museo delle Belle Arti di Cordova che, dal 5 novembre 2019 all'8 marzo 2020, ha accolto l'esposizione Manuel Álvarez Ortega, pintor y coleccionista: una mostra composta da 27 opere provenienti dalla collezione privata del poeta (23 delle quali di sua realizzazione).

## La Fondazione Manuel Álvarez Ortega
L'anno successivo alla morte del poeta cordovese fu istituita la Fondazione Manuel Álvarez Ortega. L'11 novembre 2015, infatti, vi fu la prima riunione costitutiva del Consiglio, composto da Antonio Colinas, César Antonio Molina, Fanny Rubio, Jaime Siles, Juan Pastor e Margarita Prieto. Secondo quanto espresso nelle volontà testamentarie, tutti i beni appartenenti al poeta costituiscono oggi il patrimonio della Fondazione e della città di Cordova, dove è ubicata la sede sociale dell'istituzione.
Dal 5 ottobre 2016 la Fondazione Manuel Álvarez Ortega è regolarmente iscritta nel registro ufficiale della Giunta dell'Andalusia.
Nel mese di giugno 2021, è stata depositata all'Università di Cordova la collezione delle risorse bibliografiche e archivistiche della Fondazione, contenente l'epistolario di Álvarez Ortega e alcune opere tutt'oggi inedite.
Secondo quanto riportato nel portale web della Fondazione, essa ha il compito di promuovere e valorizzare l'eredità artistico-letteraria del poeta. Nello specifico:
- La conservazione, lo studio e la diffusione di materiali documentali, bibliografici, pittorici, epistolari, ecc., di Manuel Álvarez Ortega, attualmente disponibili per concessione del medesimo e di quelli che potranno essere acquisiti successivamente quali parte integrante del patrimonio della Fondazione.
- Fomento, studio e conservazione dell'opera e dell'eredità di Manuel Álvarez Ortega.
- Al fine di adempiere agli obiettivi sopraesposti, la Fondazione sarà provvederà all'organizzazione delle attività che ritiene necessarie per la divulgazione dell'opera artistico-letteraria di Manuel Álvarez Ortega, quali esposizioni, conferenze e convegni.
- Al Consiglio è data piena libertà nel determinare tali attività secondo il proprio giudizio e al fine ultimo del raggiungimento degli obiettivi stabiliti.
- Il Consiglio identificherà i beneficiari delle attività della Fondazione secondo i criteri di imparzialità e non discriminazione.
- Il Consiglio avrà l'onere di fornire informazioni sufficienti sugli scopi e le attività della Fondazione affinché siano resi noti ai possibili beneficiari e a terze parti interessate.
- Il periodo per l'adempimento di questo impegno è quello compreso tra l'inizio dell'esercizio in cui si ottengono i risultati e le entrate e i tre anni successivi alla chiusura di tale esercizio.

## Premi e riconoscimenti
- Segnalazione al Premio Adonais per il libro Exilio (1954)
- Segnalazione al Premio Adonais per il libro Invención de la muerte (1963)
- Premio Nazionale di Traduzione per l'antologia Poesía francesa contemporánea (1967)
- Premio della IV Biennale di Poesia di León per il libro Fiel infiel (1976)
- Premio Città di Irún per il libro Escrito en el Sur (1978)
- I Premio di Poesia Mistica della Fondazione Fernando Rielo di Madrid per il libro Templo de la mortalidad (1981)
- Premio delle Letras de Córdoba insignito dal Consiglio Provinciale della città (1999)
- Candidatura al Premio Nobel proposta dall'Università di San Gallo, in Svizzera (2001) La proposta fu accolta dall'Accademia svedese
- Candidatura al Premio Nobel proposta dal Círculo de Bellas Artes di Madrid (2003) La proposta fu accolta dall'Accademia svedese
- Medaglia d'oro dell'Andalusia conferita dalla Giunta dell'Andalusia (2007)

## Opere di Manuel Álvarez Ortega

### Poesia
- La huella de las cosas (Imprenta Ibérica, Córdoba, 1948)
- Clamor de todo espacio (Aglae, Córdoba, 1950)
- Hombre de otro tiempo (Aglae, Córdoba, 1954)
- Exilio (Adonais, Madrid, 1955)
- Dios de un día / Tiempo en el Sur (Taurus, Madrid, 1962)
- Invención de la muerte (Adonais, Madrid, 1964)
- Despedida en el tiempo (Pájaro Cascabel, México-Madrid, 1967)
- Oscura marea (Librería El Guadalhorce, Málaga, 1968)
- Oficio de los días / Reino memorable (Arbolé, Madrid, 1969)
- Carpen diem (Provincia, León, 1972)
- Antología 1941-1971 (Plaza y Janés, Barcelona, 1972)
- Tenebrae (Cuadernos hispanoamericanos - Instituto de Cultura Hispánica, Madrid 1973)
- Génesis (Visor, Madrid, 1975)
- Fiel infiel (Provincia, León, 1977)
- Escrito en el Sur (Premios Literarios Ciudad de Irún, San Sebastián, 1979)
- Templo de la mortalidad (Fundación Rielo, Madrid, 1982)
- Sea la sombra (Cuadernos Hispanoamericanos - Cooperación Iberoamericana, Madrid, 1984)
- Lilia Culpa (Antorcha de Paja, Córdoba, 1984)
- Gesta (Devenir, Barcelona, 1988)
- Código (Devenir, Madrid, 1990)
- Liturgia (Devenir, Madrid, 1993)
- Obra Poética (1941-1991) (Edición no venal, Madrid, 1993)
- Clautro del día (Antelia, Madrid, 1996)
- Corpora Terrae (Antelia, Madrid, 1998)
- Desde otra edad (Devenir, Madrid, 2002)
- Égloga de un tiempo perdido (Antelia, Madrid, 2003)
- Despedida en el tiempo (1941-2001) Antología poética. (Huerga y Fierro, Madrid, 2004)
- Visitación (Antelia, Madrid, 2005)
- Obra poética (1941-2005) (Visor, Madrid, 2006)
- Antología Poética (1941-2005) (Devenir, Madrid, 2007)
- Adviento (Antelia, Madrid, 2007)
- Mantia Fidelis (Huerga y Fierro, Madrid, 2008)
- Cenizas son los días (Devenir, Madrid, 2010)
- Ultima necat (Abada, Madrid, 2012)

### Saggistica
- Intratexto (Devenir, Madrid, 1997)
- Diálogo (Devenir, Madrid, 2013)

### Teatro
- Fábula de la dama y los alpinistas (Antelia. Edizione non venale, Madrid, 2008)
- La travesía (Un sueño, o no) (Antelia. Edizione non venale, Madrid, 2009)

### Registrazioni
- Génesis. Testo recitato dall'autore. Libro y casete (Ediciones portuguesas, Valladolid, 1992)

### Antologie
- Poesía belga contemporánea. Con otros traductores (Aguilar, Madrid, 1964)
- Poesía francesa contemporánea (Taurus, Madrid 1967; 2ª ed. Akal, Madrid, 1983)
- Poesía simbolista francesa (Editora Nacional, Madrid, 1975; 2ª ed. Akal, Madrid, 1984)
- Veinte poetas franceses del siglo veinte (Devenir, Madrid, 2001)

### Traduzioni
- Crónica (de Saint-John Perse, Poesía Española, 95, Madrid, 1960)
- Salmos (de Patrice de la Tour du Pin, Plaza y Janés, Barcelona, 1972)
- Antología poética (de Apollinaire, Visor, Madrid, 1973)
- Estelas (de Victor Segalen, Visor, Madrid, 1974)
- El amor, la poesía (de Paul Éluard, Visor, Madrid, 1975)
- Poemas (de Jules Laforgue, Plaza y Janés, Barcelona, 1975)
- Pájaros y otros poemas (de Saint-John Perse, Visor, Madrid, 1976)
- Poemas. 2 Vols. (de André Breton, Visor, Madrid, 1978)
- El gran juego (de Benjamin Péret, Visor, Madrid, 1978)
- Antología (de Alfred Jarry, Visor, Madrid, 1982)
- Obra Completa (de Lautréamont, Akal, Madrid, 1988)
- Sinfonías/Salmos (de O.V. de L. Milosz, Antelia, Madrid, 2004)
- Cántico del conocimiento (de O.V de L. Milosz, Antelia, Madrid, 2005)
- Antología poética (de O.V. de L. Milosz, Devenir, Madrid, 2008)

## Opere su Manuel Álvarez Ortega

### Libri
- VV.AA. A Manuel Álvarez Ortega. Dedicatoria (Devenir, Madrid, 1998)
- Asunción Córdoba: Fábula muerta. En torno al universo simbólico en la poesía de Manuel Álvarez Ortega (Devenir, Madrid, 2008). [Trabajo presentado como tesis doctoral en la Universidad de Alicante (1991) con el título: Fábula muerta: el universo simbólico de Álvarez Ortega]
- Ruiz Soriano, Francisco. La poesía de Manuel Álvarez Ortega (Devenir, Madrid, 2013). [Publicado previamente en Antelia -edición no venal-, Madrid, 2009]
- Ruiz Soriano, Francisco. Aglae (1949-1953) de Manuel Álvarez Ortega, una revista de postguerra (Huerga y Fierro, Madrid, 2016)
- Sánchez Dueñas, Blas (ed.). Manuel Álvarez Ortega y su tiempo (Devenir, Madrid, 2018)
- Alarcón Sierra, Rafael (ed.). La poética de la modernidad y la obra de Manuel Álvarez Ortega (Devenir, Madrid, 2019)
- Torralbo Caballero, Juan de Dios (ed.). Manuel Álvarez Ortega. Traducción poética, lucidez, crítica social y denuncia (Devenir, Madrid, 2020)

### Traduzioni
- Poemas / Poems. Versión al inglés de Louis Bourne (Antelia, Madrid, 2002)
- Genèse / Domaine de l'ombre. Versión al francés de Jacques Ancet (Le Taillis Pré, Châtelineau, 2012)

### Monografici in riviste
- AA.VV. "Manuel Álvarez Ortega" (Coord. Marcos Ricardo Barnatán), Fablas. Revista de Poesía y Crítica, n.º 34-35, 1972.
- Antorcha de Paja, Pliego de Poesía, nº 3, Córdoba, febrero de 1974.
- Culturas, Suplemento del diario Córdoba, Córdoba, 20 de mayo de 1986.
- AA.VV. "Manuel Álvarez Ortega" (Coord. Francisco Ruiz Soriano), Barcarola. Revista de Creación Literaria, n.º 58-59, 1999.
- AA.VV. "Manuel Álvarez Ortega" (Coord. Juan Pastor), La Manzana Poética, nº 32, 2013.